# Central nuclear Hunterston B
La Central nuclear de Hunterston B  (en inglés: Hunterston B nuclear power station)  es una central nuclear en North Ayrshire, Escocia, Reino Unido. Se encuentra a unos 6 millas (9 km) al sur de Largs y cerca a 2,5 millas (4 km) al noroeste de West Kilbride. Se ha generado electricidad desde 1976 y actualmente está operado por EDF Energy. En la actualidad genera hasta 1.000 MW (desde diciembre de 2012) y se tiene previsto que opere hasta 2023.
La construcción de Hunterston B se llevó a cabo por un consorcio conocido como El Grupo de Energía Nuclear (TNPG).  Los dos reactores refrigerados por gas avanzado (AGR) fueron suministrados por TNPG y las turbinas son de CA Parsons & Co. Hunterston B comenzó a generar electricidad el 6 de febrero de 1976.